# Elkinstantonita
L'elkinstantonita és un mineral de la classe dels fosfats. Rep el nom en honor de Lindy Elkins-Tanton, professora de la Universitat Estatal d'Arizona i vicepresidenta de la Iniciativa Interplanetària de la mateixa universitat, així com investigadora principal de la propera missió Psyche de la NASA.

## Característiques
L'elkinstantonita és un fosfat de fórmula química Fe₄(PO₄)₂O. Va ser aprovada com a espècie vàlida per l'Associació Mineralògica Internacional l'any 2022. Va ser publicada a la revista internacional American Mineralogist per Christopher D.K. Herd et al. en el mes de desembre de 2024 amb el títol Three new iron-phosphate minerals from the El Ali iron meteorite, Somalia: Elaliite 
Fe²⁺₈Fe³⁺(PO₄)O₈, elkinstantonite Fe₄(PO₄)₂O, and olsenite KFe₄(PO₄)₃. Cristal·litza en el sistema monoclínic.
L'exemplar que va servir per a determinar l'espècie, el que es coneix com a material tipus, es troba depositat a les col·leccions de meteorits del departament de Ciències de la Terra i Atmosfèriques de la Universitat d'Alberta, al Canadà, amb el número d'accés: met11814.

## Formació i jaciments
Va ser descoberta en una mostra de 70 grams del meteorit El Ali, trobat a la Regió de Hiiraan, a Somàlia. Aquest meteorit és l'únic a tot el planeta on ha estat descrita aquesta espècie mineral.